# Anni-Frid Lyngstad
Anni-Frid (Frida) Synni Lyngstad, Prinses Reuss, Gravin van Plauen (Ballangen, 15 november 1945) is een Zweedse zangeres (van geboorte Noors). Ze werd vooral bekend als zangeres van de Zweedse popgroep ABBA.

## Levensloop

### Afkomst
Lyngstad werd geboren op 15 november 1945 in Bjorkasen, een klein dorpje in het Noorse Ballangen, uit een relatie van de Noorse Synni Lyngstad en de (getrouwde) Duitse soldaat Alfred Haase (1919-2009) in het kader van het Lebensborn-programma. Haar vader was tijdens de Tweede Wereldoorlog als sergeant van de Wehrmacht gelegerd in het door de nazi-Duitsland bezette Noorwegen en werd aan het einde van de oorlog teruggeroepen naar Duitsland. Onderweg zonk het schip waarmee hij naar Duitsland terug voer, waarna hij als vermist werd opgegeven. Pas in 1977 kwam Lyngstad erachter dat haar vader de ramp had overleefd.
Om te ontkomen aan het naoorlogse, door de Noorse regering georganiseerde repressiebeleid van systematische mishandeling, opsluiting en verstoting van de collaborerende, "mentaal subnormaal" geachte jonge moeders en hun Duitse oorlogskinderen (ook wel "Tyskerbarn" of "Krigsbarn" genoemd), vluchtte de grootmoeder van Anni-Frid, Arntine Lyngstad, in 1947 samen met haar 18 maanden oude kleindochter naar het Zweedse Harjedalen. Anni-Frids moeder volgde later, maar overleed in september 1947, nog voor haar dochtertje twee jaar werd, aan nierfalen. Anni-Frid en haar oma bleven hierna in Zweden wonen, eerst in Malmköping en vanaf 1949 in Torshälla, een plaatsje net buiten de stad Eskilstuna. Anni-Frid werd alleen opgevoed door haar oma, maar ze had vooral tijdens de vakanties nog goede contacten met haar familie in Noorwegen.

### Zangcarrière voor ABBA
Op 11-jarige leeftijd maakte Lyngstad haar debuut als zangeres tijdens een voorstelling ten bate van het Rode Kruis. Op deze liefdadigheidsfeestjes imiteerde ze vooral haar toenmalige idool Ingeborg Nyberg. Van haar 13e tot haar 23ste trad ze op met het Ewald Eks kvintett dance Orchestra, waarmee ze nagenoeg elk weekend tot in de late uurtjes evergreens en schlagers zong. Vanaf 1961 zong ze met Bengt Sandlund's big band ook covers van jazz-artiesten als Glenn Miller, Duke Ellington en Count Basie. Ondertussen bleef ze ook zanglessen volgen waarbij ze zich liet inspireren door haar grote voorbeelden Peggy Lee en Ella Fitzgerald. In 1961 ontmoette Lyngstad haar eerste man Ragnar Fredriksson, van wie ze later zou scheiden. Samen kregen ze twee kinderen, Hans (1963) en Lise-Lotte (1967-1998), die na de echtscheiding onder het hoederecht van hun vader vielen. In 1964 richtte ze samen met het Gunnar Sandevårn's Trio (waarin ook haar echtgenoot speelde) haar eigen groep op, de Anni-Frid Four.
Op 3 september 1967 won Lyngstad 'New Faces', een groots opgezette nationale talentenjacht in Stockholm, die door platenmaatschappij EMI werd georganiseerd ter gelegenheid van Dagen H. Met haar winnende lied En ledig dag (Een vrije dag) kreeg ze de kans om op te treden in 'Hylands hörna', de grootste Zweedse tv-show van toen. Omdat de Zweden die avond ten gevolge van een wisseling van de rijrichting hun auto thuis lieten en massaal voor de buis zaten werd Frida in één klap een nationale bekendheid. Kort daarna tekende ze een contract bij EMI Records die haar eerste single En ledig dag / Peter, kom tillbaka (Een vrije dag / Peter, kom terug) uitbracht. 
Tot het begin van de jaren zeventig was Lyngstad vooral bekend om haar liveoptredens voor radio en televisie en minder om haar singles. Samen met de Zweedse zanger Lasse Lönndahl en Charlie Norman (zanger/pianist) reisde zij rond in Zweden tijdens de zomers van 1968, '69 en '70. In 1969 nam ze deel aan het Melodifestivalen, de Zweedse voorronde van het Eurovisiesongfestival, waar ze op de vierde plaats eindigde. In 1969 ontmoette ze Benny Andersson die kort daarna haar producer werd bij EMI.
In 1971 scoorde Lyngstad met de single Min Egen Stad (Mijn eigen stad), geschreven door Andersson, die inmiddels haar verloofde was geworden, haar eerste nummer 1-hit in de Svensktoppen, de Zweedse hitparade. In datzelfde jaar verscheen ook haar eerste elpee, Frida, die meteen de hoogste plaats in de albumparade bereikte. In 1972 stapte ze samen met Andersson over naar Polar Music. Daar had ze met de single Man vill ju leva lite dessemellan ("Men wil af en toe een beetje leven") een tweede nummer 1-hit.

### ABBA
De samenwerking tussen Benny, Frida, Agnetha en Björn kwam tot stand in 1970. Samen maakten zij deel uit van de gelegenheidsgroep 'Festfolket' – wat zowel 'feestvierders' als 'verloofden' betekent – in een variétéshow op televisie. De show had niet veel succes en de plannen voor een band werden opzij gelegd.
Tussen 1972 en 1982 betekende ABBA het hoogtepunt in Lyngstads muzikale carrière. Het leek ABBA-manager Stig Anderson evenwel een goed plan als Lyngstad tussendoor een Zweedstalige solo-lp zou maken. Het album, dat in 1975 verscheen, heette simpelweg Frida ensam (Frida alleen) en was door Andersson geproduceerd. Het kwam op de eerste plaats van de hitlijst in Zweden en bevatte enkele covers van Engelse hits (o.a. van David Bowie). Het nummer Fernando dat Benny en Björn samen voor Lyngstads album schreven, zou later door ABBA in het Engels worden opgenomen en een enorme wereldhit worden. Van Frida Ensam werden meer dan 100.000 exemplaren in Zweden verkocht.
ABBA won op 6 april 1974 in Brighton het Eurovisiesongfestival met het nummer Waterloo. De band overleefde het eendagsvlieg-stempel dat veel winnaars met zich meedragen, en ging door met televisieoptredens, concerten en opnames in onder meer Europa, de Verenigde Staten en Japan. Met de release van de hitsingle SOS (1975) werd het voor iedereen duidelijk dat ABBA een popgroep van betekenis was geworden. 
Het ABBA-tijdperk bracht haar vader Alfred Haase terug in het leven van Lyngstad. Dankzij een artikel dat door het Duitse pop-blad Bravo was gepubliceerd met alle gegevens van de verschillende leden van ABBA, werd de nieuwsgierigheid van Andrea Buchinger gewekt. Haar oom heette ook Alfred Haase, en toen zij navraag deed bij hem, bleek hij de nietsvermoedende vader van Lyngstad te zijn. Het duurde echter enige tijd voordat Lyngstad hem wilde ontmoeten; er waren redelijk wat reacties geweest op de biografische verhalen in de pers en de meeste sneden geen hout.
Na negen jaren verloofd te zijn geweest met Benny Andersson trouwde het stel op 6 oktober 1978. Het huwelijk duurde nog geen drie jaar en de scheiding volgde in februari 1981.

### Na ABBA

#### Solocarrière
Toen ABBA eind 1982 in een creatieve crisis verkeerde, besloot Lyngstad een solocarrière te beginnen met het door Phil Collins geproduceerde album Something's Going On waarvan de single I Know There's Something Going On de grootste hit werd. Onder andere in Amerika bereikte de single de 13de plaats van de single Top 100, en in Frankrijk stond de single zelfs op nummer 1. Van het album werden wereldwijd bijna 1 miljoen exemplaren verkocht. Something's going on werd een nummer 1-hit in Zweden, België en Noorwegen en kwam in de Top 10 van Australië en verschillende Europese landen. Het vervolgalbum Shine van 1984, geproduceerd door Steve Lillywhite, werd geen succes. Ook de singles van dit album, zoals Slowly, het laatste nummer waarbij het duo Andersson-Ulvaeus samenwerkte met een van de Abba-zangeressen, maakten weinig of geen indruk op de charts. Het album haalde alleen de Top 10 van Zweden, Noorwegen en België. Na het uitbrengen van Shine stopte Frida met haar internationale carrière. Sindsdien heeft ze nooit meer een Engelstalig album opgenomen. In 1987 was ze wel nog even te horen als gastzangeres op het album van de Zweedse groep Ratata met de ballade Så länge vi har varann (Zolang we elkaar hebben).
In het begin van de jaren 90 was Lyngstad, inmiddels grootmoeder, betrokken bij ecologie-projecten en het (leef)milieu. Ze werd het gezicht van de Zweedse milieuorganisatie Det Naturliga Steget - Artister för miljö (De Natuurlijke Stap - Artiesten voor het milieu). Lyngstad was voorzitster van deze vereniging van 1992 tot 1995. Samen met Julian Lennon nam ze in 1992 het maatschappijkritische lied Saltwater op dat ze live vertolkte in Stockholm. Daarnaast organiseerde en financierde ze nog 'groene' zomerkampen voor kinderen uit arme gezinnen.
Door haar inzet voor het natuurbehoud kreeg Lyngstad weer zin om een cd op te nemen. Het resultaat was te horen in 1996 met het intieme, milieubewuste album Djupa andetag (Diep ademhalen), geschreven en geproduceerd door Anders Glenmark. Het album, dat geheel in het Zweeds werd gezongen, werd alleen uitgebracht in Scandinavië. Frida nodigde Agnetha uit om samen Alla mina bästa år als duet op te nemen, maar Agnetha weigerde uit vrees de geruchten over een ABBA-reünie opnieuw te doen oprakelen. Agnetha's plaats werd ingenomen door Roxette-zangeres Marie Fredriksson. In Zweden werd het een succes, het kwam op nummer één in de Zweedse hitlijsten en verkocht ongeveer 90.000 exemplaren. Van de drie uitgebrachte singles, waaronder het kwetsbare Även en blomma (Zelfs een bloem), wist echter niet één de top 10 in Zweden te halen. Dit ondanks een behoorlijke promotiecampagne met televisie-optredens in onder andere Zweden, Finland en Noorwegen.
Complete cd's opnemen deed Lyngstad na 1996 niet meer. Slechts enkele malen zong ze een duet of werkte ze samen met artiesten, met wie zij een bijzondere band heeft. Zo nam ze het klassieke nummer La Barcarolle op, een duet dat ze samen met de Italiaanse operazangeres Filippa Giordano zingt. Het nummer werd op de cd Il rosso amore (deluxe) van Giordano alleen in Japan (2002) uitgebracht. Verder nam ze in 2003 voor het goede doel het reli-pop-duet 'Lieber Gott' op, samen met de internationaal onbekende Dan Daniell, een oude vriend die net als zij in Zermatt woont. In 2004 nam ze nog het speciaal voor haar geschreven liedje The sun will shine again op, van vriend en voormalig Deep Purple-lid Jon Lord. Een aantal televisie-optredens, enkel in Duitsland, en een liveoptreden tijdens een concert van Lord volgden. De reacties op het nummer waren vrij lauw waarna de platenfirma besloot de song niet op single uit te brengen. Het trage liedje was vervolgens alleen verkrijgbaar op de cd en de dvd Beyond the notes (2004) van Lord.
Naar aanleiding van Lyngstads 60ste verjaardag bracht platenmaatschappij Universal op 15 november 2005 de Frida Box Set uit met haar solo-albums van Polar en de eerder verschenen dvd 'Frida - The DVD'. De dvd bevat een 3½ uur durende, door haar zelf becommentarieerde documentaire met een overzicht van haar hele zangcarrière vanaf haar televisiedebuut in 1967 tot haar tv-optredens in 2004 in Duitsland. De box sluit af met een uitgebreid interview met Frida, afgenomen in de zomer van 2005 in de Zwitserse Alpen.
In 2010 dook Lynstad voor de gelegenheid nog even de studio in om Cat Stevens' hit Morning Has Broken te zingen. Ze deed dit als gastzangeres voor het album Reconnections van de Zweedse muzikant Georg Wadenius. Het album bereikte de zeventiende plaats in de Zweedse hitlijst. In april van dat jaar hielp ze in haar thuisstad het muziekfestival 'Zermatt Unplugged' mee organiseren.
In 2013, bij de opening van het ABBA Museum in Stockholm, gaf Frida te kennen niet meer te willen zingen. Dertig jaar na haar laatste internationale solo-album zag ze zichzelf niet meer als een actieve zangeres.
Begin 2015 verscheen de single 1865 van Dan Daniel, waarop ook Frida te horen is. 
In oktober 2015 werd ter gelegenheid van haar zeventigste verjaardag een speciale editie van het album Something's Going On uitgebracht. Dit album uit 1982 waar Frida veel succes mee had, verscheen nu in twee versies: een normale versie, aangevuld met dvd, en een gelimiteerde versie (2000 exemplaren) van cd, dvd, vinylsingle van I know there's something going on en een door Frida gesigneerde foto.

### Privéleven
Anni-Frid Lynstad is driemaal in het huwelijk getreden. In 1963 trouwde ze met de muzikant Ragnar Fredriksson, met wie ze twee kinderen kreeg: een zoon en een dochter. Na zes jaar gingen ze uit elkaar en in 1970 waren ze officieel gescheiden. In 1971 ging ze samenwonen met haar verloofde Benny Andersson die ze twee jaar eerder had leren kennen. Het koppel trouwde pas in 1978 maar het huwelijk hield niet lang stand. In november 1981 gingen ze officieel uit elkaar.
In 1982 verliet Lyngstad Zweden om zich afwisselend in Londen en Parijs te vestigen. Na vier jaar verhuisde Frida opnieuw, ditmaal naar Zwitserland. Daar nam ze haar intrek in het familiekasteel van haar geliefde, de Duitse prins Heinrich Ruzzo Reuss von Plauen, gelegen in Fribourg. De prins, die tevens architect is, was een goede vriend van de Zweedse koning Carl Gustaf en koningin Silvia. Het koppel trouwde in 1992. Door dit huwelijk kreeg Lyngstad, intussen ook oma geworden van een kleinzoon, officieel de titel van prinses en werd ze meteen ook stiefmoeder van de tweelingdochters Henriëtte en Pauline uit Reuss' eerste huwelijk. Lyngstad raakte inmiddels ook bevriend met het Zweedse koningspaar, en vooral met koningin Silvia ontstond een goede band. Beiden waren betrokken bij het organiseren van diverse projecten voor het goede doel. Lyngstad trad in 1993 samen met "The Real Group" eenmalig op tijdens een feestvoorstelling ter ere van de 50e verjaardag van koningin Silvia. Daar zong ze naar een idee van haar zelf een a-capellaversie van ABBA's Dancing Queen.
De jaren die volgden stonden in het teken van persoonlijke tragedies. Lyngstads man overleed in november 1999 op 49-jarige leeftijd aan lymfeklierkanker; twee jaar nadat Lise-Lotte, haar dochter met Ragnar Fredriksson, bij een auto-ongeluk in de Verenigde Staten om het leven was gekomen. Om dit rouwproces door te komen zocht ze een tijdlang haar toevlucht in de Chinese Qigong-filosofie. Sinds 2008 verblijft ze in het Zwitserse Zermatt waar ze samenwoont met haar Britse vriend Henry Smith, Vijfde Burggraaf van Hambleden. Overwinteren doet ze in haar residentie in het Spaanse Mallorca.
In 2010 spande Lyngstad een rechtszaak aan tegen de Britse Shaolin-monnik Marcus Bongart wegens vermeende oplichting. Lyngstad investeerde eerder meer dan vijf miljoen euro in de bouw van de Yangtorp-tempel, een gigantisch boeddhistisch tempelcomplex in Hörby, in het Zuid-Zweedse Skåne. Terwijl Lyngstad beweerde dat het om een lening ging en haar geld terug eiste, argumenteerde Bongart dat het een schenking was van zijn toenmalige 'leerlinge'. In 2011 stelde de rechter haar in het ongelijk en verwierp de eis.

## Solo-albums
- Engelstalige albums:
  - Shine (1984)
  - Something's Going On (1982)
- Zweedstalige albums:
  - Frida 1967-1972 (1997)
  - Djupa Andetag (1996)
  - Frida Ensam (1975)
  - Frida (1971)